# Väike-Kõpu
Väike-Kõpu es una aldea situada en el municipio de Viljandi, en el condado de Viljandi, Estonia. Tiene una población estimada, en 2021, de 33 habitantes.
Está ubicada en el centro-este del condado, cerca de la orilla occidental del lago Võrtsjärv.